# Tři Sekery
Tři Sekery là một làng thuộc huyện Cheb, vùng Karlovarský, Cộng hòa Séc.